# Enteropneusta
Enteropneusta é uma classe de animais hemicordados, que inclui cerca de 80 espécies. São animais marinhos, de vida livre, que vivem enterrados no lodo ou na areia normalmente próximos a maré. Medem poucos centímetros de comprimento (~ 10 cm) mas podem atingir tamanhos maiores até 2 metros de comprimento.
Algumas características anatómicas são:
- Ânus terminal.
- probóscide e colar coberto por epitélio ciliado que conduz a água e os nutrientes para a boca
- Estomocorda projeção fibrosa da faringe, direcionada para a região anterior, que inicialmente foi considerada homóloga a notocorda, mas se trata de uma estrutura diferente por ter origem endodérmica (a origem da notocorda é mesodérmica)

O gênero Balanoglossus é o mais conhecido e habita as costas dos oceanos Atlântico e Pacífico, enquanto o Ptychodera ocupa as costas do Indo-Pacífico.

## Tegumento
- Ausência de cutícula;
- Uma camada de células ciliadas: que podem ser sensoriais e glandulares que expelem muco e bromina com a função de proteção.
- Camada basal: células glandulares e sensoriais estão acima da musculatura circular e radial; que por sua vez estão acima da musculatura longitudinal.

## Celoma
- Protocele: celoma da probóscide, apresenta um poro a esquerda do pedúnculo.
- Mesocele: celoma do colarinho dividido em duas porções (esquerda e direita); possui um poro cada uma e abre-se no tronco, "um poro branquial".
- Metacele: celoma ao tronco; duas metades; não se abre para o exterior; apresenta celoma parihemal; apresenta podócitos (paredes laterais dobradas que implica maior superfície).
- Mesoderma: diferenciado em células musculares, células ciliadas, primeira camada de músculos com musculatura circular fraca, segunda camada de músculos com musculatura longitudinal e músculo circular; musculatura desenvolvida principalmente no colarinho e na probóscide. Musculatura do tronco apresenta um par de dorsais e um par ventro-laterais.

## Sistema Digestivo
- Boca: lateral, entre a proboscide e i colarinho.

Seleção alimentícia pelo órgão ciliar pré-oral (separação de detritos e alimentos pelo tamanho); captura de alimento em suspensão, em depósito ou ambos. 
- Faringe: fendas faríngeanas ( trocas gasosas e eliminação de água ), dividida em canal branquial e alimentar.
- Esôfago: fendas esofágicas (eliminação de água).
- Cecos hepáticos: digestão extracelular, digestão intracelular e armazenagem.
- Intestino: formação de fezes.
- Ânus: eliminação de fezes.

## Sistema Respiratório
Respiração através de fendas faríngicas, que podem ir de poucas até mais de 200 pares; em forma de U; barra branquial ou trabécula branquial; barra língua ou trabécula linguiforme; sinápticulos; cílios; vasos com podócitos voltados para o celoma; átrio e poro branquial.

## Sistema Nervoso
- Órgãos sensoriais especializados ausentes.
- Presença de células sensoriais em toda superfície.
- Órgão ciliar pré oral.
- Sistema nervoso intraepidérmico no tronco.
- Corda dorsal no colarinho: subepidérmica no colarinho, ôca, neuróporo, com células sensoriais.
- Corda nervosa ventral.
- Pequenos nervos ligando de tempo em tempo a corda dorsal à ventral.

## Sistema Reprodutor
- Dióicos.
- Machos com gônadas laranjas e fêmeas com gônadas cinza ou verde.

Gônadas independentes, com próprio poro, nas asas de crista genitais.
- Expelem óvulo/espermatozóide na água.
- Larvas lecitotróficas (ovo com muito vitelo) e planctotróficas (ovo com pouco vitelo).

## Classificação
Classe Enteropneusta
- Família Harrimaniidae
- Família Ptychoderidae
- Família Saxipendiidae
- Família Spengelidae
- Família Torquaratoridae